# Porta da Ravessa
A União Ciclista Redondense Porta da Ravessa, (rodondo, alentejo) foi uma equipa de ciclismo profissional portuguesa cuja última participação na Volta a Portugal em Bicicleta 2003. A equipa venceu a Volta a Portugal de 2000 com Vítor Gamito. hoje em dia tem equipa de veteranos.

## Ciclistas notáveis
Passaram pela Porta da Ravessa alguns ciclistas relevantes, tais como:
- Vítor Gamito
- Vidal Fitas
- Hugo Sabido
- David Blanco
- Oscar Pereiro
- Krassimir Vassiliev
- Danail Petrov

Equipas:
1999 Porta Da Ravessa - Milaneza
2000 Porta Da Ravessa
2001 Porta Da Ravessa - Zurich
2002 Porta Da Ravessa - Zürich - Tavira 
2003 Porta Da Ravessa - Atum Bom Petisco